# 陶云鹤
陶云鹤（?—?），字筱轩，安徽合肥人。中华民国初年军事将领。

## 生平
陶云鹤早年毕业于陆军大学。1913年8月23日，中华民国临时大总统袁世凯发布临时大总统令，任命陶云鹤为陆军第八师第十五旅旅长。1917年任讨逆军副官长。1918年，长江上游总司令部总司令吴光新利用和段祺瑞的关系建立了直属总司令部的四个混成旅，第1混成旅旅长赵云龙、第2混成旅旅长刘文明、第3混成旅旅长陶云鹤、第4混成旅旅长费国祥。1920年直皖战争后，这四个旅先后分别被王占元部缴械，其中也包括驻宜昌等地的陶云鹤的第3混成旅。